# Petuchowo
Petuchowo (russisch Петухово) ist eine Stadt in der Oblast Kurgan (Russland) mit 11.292 Einwohnern (Stand 14. Oktober 2010).

## Geographie

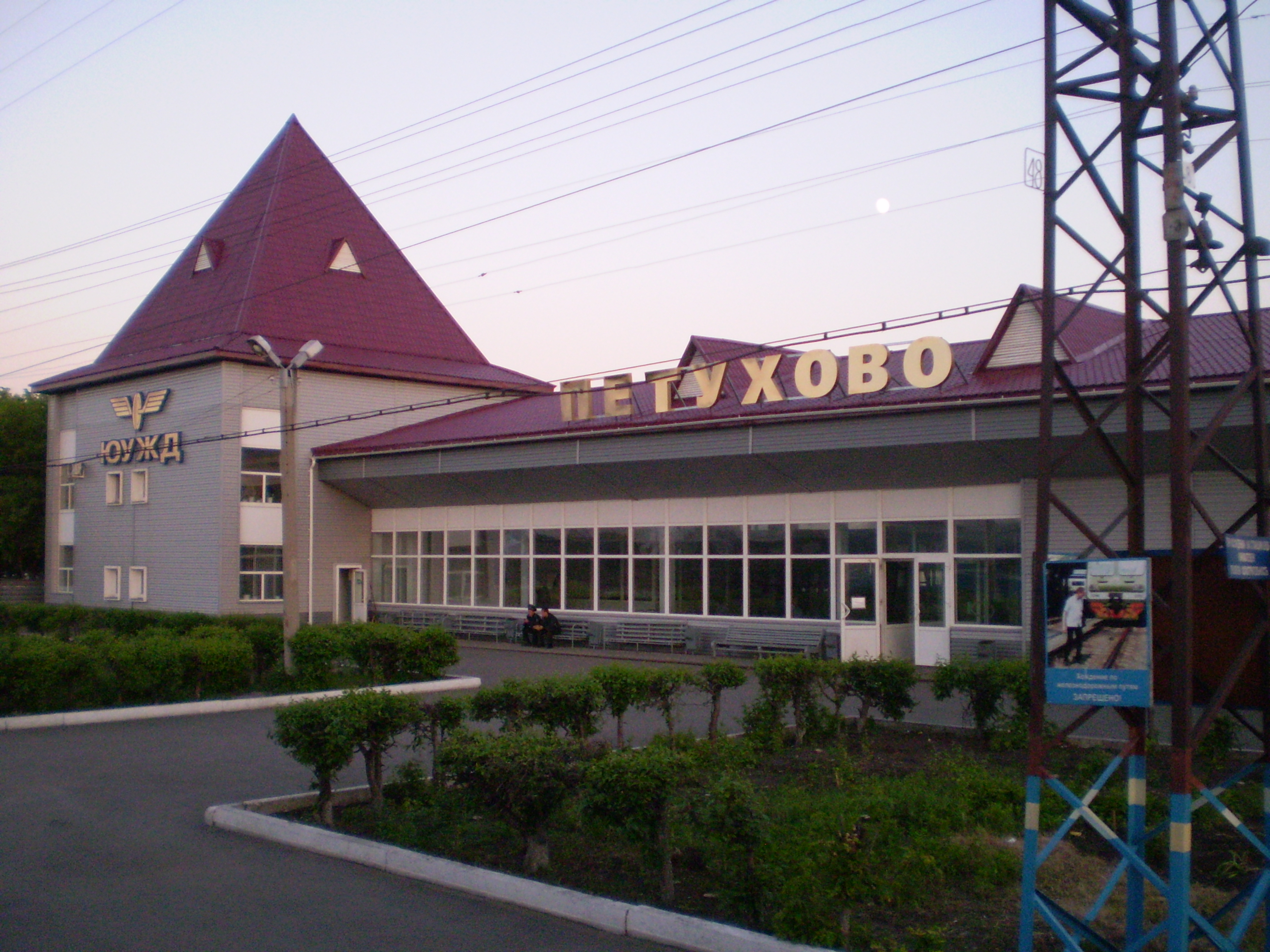
Bahnhof Petuchowo

Die Stadt liegt östlich des Ural, im Südwesten des Westsibirischen Tieflandes, etwa 180 km östlich der Oblasthauptstadt Kurgan und nur 10 km von der Grenze zu Kasachstan entfernt. Das Klima ist kontinental.
Die Stadt Petuchowo ist Verwaltungszentrum des Rajons Petuchowski.
Petuchowo liegt am im Oktober 1896 eröffneten ursprünglichen westsibirischen Streckenabschnitt der Transsibirischen Eisenbahn (Tscheljabinsk–Omsk) sowie an der Fernstraße M51, Teil der transkontinentalen Straßenverbindung Moskau–Wladiwostok, die den Ort nördlich umgeht.

## Geschichte
Petuchowo entstand 1892 als Eisenbahnbauarbeitersiedlung bei der Errichtung des vier Jahre später eröffneten Abschnitts der Transsibirischen Eisenbahn. Die Bezeichnung bezieht sich auf den Familiennamen Petuchow (vom russischen Wort петух/petuch für Hahn). 1899 wurde Petuchowo mit dem bereits seit 1779 bekannten Dorf Judino (Юдино) vereinigt. 1944 erhielt der Ort Stadtrecht.

### Bevölkerungsentwicklung
| Jahr | Einwohner |
| ---- | --------- |
| 1939 | 9.332     |
| 1959 | 12.997    |
| 1970 | 12.125    |
| 1979 | 11.842    |
| 1989 | 14.584    |
| 2002 | 12.661    |
| 2010 | 11.292    |

Anmerkung: Volkszählungsdaten

## Wirtschaft
Größtes Unternehmen ist ein Maschinenbaubetrieb für Eisenbahnausrüstungen. Außerdem gibt es Lebensmittelindustrie, basierend auf Getreideanbau und Viehhaltung in der Umgebung.

## Persönlichkeiten
- Oleg Bogomolow (* 1950), ehemaliger Politiker und Gouverneur der Oblast Kurgan